# Số Pythagoras
Trong toán học, số Pythagoras hoặc giảm chiều cao của một trường (đại số) mô tả cấu trúc của tập hợp các ô vuông trong trường. Số Pythagoras p(K) của một trường K là số nguyên dương nhỏ nhất sao cho mỗi ô vuông trong K là tổng của ô p.
Trường Pythagore là một trường với Pythagoras số 1: có nghĩa là mọi ô vuông đều là hình vuông.

## Ví dụ
- Mỗi số thực dương là một hình vuông, vì vậy p(R) = 1.
- Đối với một trường hữu hạn có tính chất kỳ quặc, không phải mọi phần tử đều là hình vuông, nhưng tất cả đều là tổng của hai ô vuông,[1] nên p  = 2.
- Theo định lý 4 ô vuông của Lagrange, mỗi số hợp lý là tổng của bốn ô vuông, và không phải là tổng của ba ô vuông, do đó, p (Q) = 4.

## Tính chất
- Mỗi số nguyên dương xuất hiện như số Pythagoras của một số trường thực sự chính thức.[2]
- Các số Pythagoras có liên quan đến Stufe bằng p(F) ≤ s(F) + 1.[3] Nếu F không phải số thực thì s(F) ≤ p(F) ≤ s(F) + 1,[4] và cả hai trường hợp đều có thể: cho F = C chúng ta có s = p = 1, trong khi F = F5 chúng ta lại có s = 1, p = 2.[5]
- Số Pythagoras có liên quan đến chiều cao của trường F: nếu F là số thực thì h (F) là công suất nhỏ nhất của 2 không nhỏ hơn p (F); nếu F không là số thực thì h (F) = 2 s (F).[6] Do đó, số Pythagoras của một trường không thực sự chính thức, nếu hữu hạn, hoặc là một sức mạnh của 2 hoặc 1 ít hơn một sức mạnh của 2, và tất cả các trường hợp xảy ra.[7]